# 假斜叶榕
假斜叶榕（学名：Ficus subulata）为桑科榕属的植物。分布在不丹、锡金、尼泊尔、马来西亚、印度尼西亚以及中国大陆的广东、贵州、广西、西藏、云南等地，生长于海拔800米至1,600米的地区，一般生长在疏林中，目前已由人工引种栽培。

## 别名
石榕（海南）、锡金榕（云南种子植物名录）

## 异名
- Ficus sikkimensis Miq.